# Albert Ayler
Albert Ayler, född 13 juli 1936 i Cleveland i Ohio, död 25 november 1970 i Brooklyn i New York (hittades död i East River), var en amerikansk jazzmusiker, som spelade saxofon.
My Name Is Albert Ayler är en svensk dokumentärfilm som handlar om hans liv från 2005 i regi av Kasper Collin.

## Biografi
Albert Ayler var en av pionjärerna inom fri improviserad jazz, han var högt uppskattad av bland andra John Coltrane. Han var bosatt och verksam i Stockholm i början av 1960-talet men återvände till New York där han hösten 1970 begick självmord.

## Filmografi, som kompositör
- 1964 – New York Eye and Ear Control
- 2000 – Eureka